# Maximilian Arbesser von Rastburg
Maximilian Caesar Maria „Max“ Arbesser von Rastburg (* 8. Oktober 1924 in Graz; † 30. April 2010 in Wien) war ein österreichischer Unternehmer und Wirtschaftsjurist.

## Leben
Max Arbesser wurde in Rechtswissenschaften promoviert und war ab den 1950er Jahren als Unternehmer (Brevillier-Urban AG) und Wirtschaftsjurist tätig.
Er engagierte sich seit den Nachkriegsjahren bei bildungspolitischen Aufgaben und war Mitbegründer des späteren Forums Alpbach. Seit 1964, der Gründung des VWG-Arbeitskreises „Schule und Wirtschaft“ in Niederösterreich, engagierte er sich für die Bildung. Arbesser war Gründungsmitglied und langjähriges Vorstandsmitglied des Forums Personal sowie langjähriger Betreuer des Forums Personalverrechnung. Er war Mitglied des Sozialpolitischen Ausschusses der Vereinigung österreichischer Industrieller.
Er war Vertreter der österreichischen Industrie bei der International Organisation of Employers (IOE) in Genf und in der Internationalen Arbeitsorganisation ILO (International Labour Organization) in Genf, zuletzt als Vizepräsident.
Arbesser wurde am Wiener Zentralfriedhof bestattet.

## Auszeichnungen
- 1981: Großes Ehrenzeichen für Verdienste um die Republik Österreich[1]
- 1995: Großes Silbernes Ehrenzeichen für Verdienste um die Republik Österreich[1]
- Komtur des Ritterordens vom Heiligen Grab zu Jerusalem in Wien